# Beretta 92
 (mai 2020).
Le Beretta 92 est un pistolet semi-automatique italien conçu par Beretta et entré en production dans sa première version en 1976.
Amélioration des modèles 1923 et 1951, il a connu un succès commercial considérable car adopté entre autres par les armées américaine, italienne et française (sous la forme du PAMAS G1).
Il est produit sous licence en Égypte (Maadi Helwan 920), au Brésil (Taurus PT-92, version locale du 92S) et en Afrique du Sud (sous la forme du Vektor Z-88).
Cette arme est un pistolet de conception classique, relativement volumineux et lourd en comparaison des armes plus modernes, ce qui ne pose pas de problème particulier pour les applications militaires. Le Beretta 92 est une arme au design éprouvé qui se caractérise par son chargeur de 15 coups en 9 mm Parabellum et sa fiabilité. Ce dernier point est parfois mis en cause, il est toutefois difficile de faire la part des choses étant donné le très grand nombre d'armes en circulation et la multitude des productions sous licence accordées par Beretta.

## Modèles

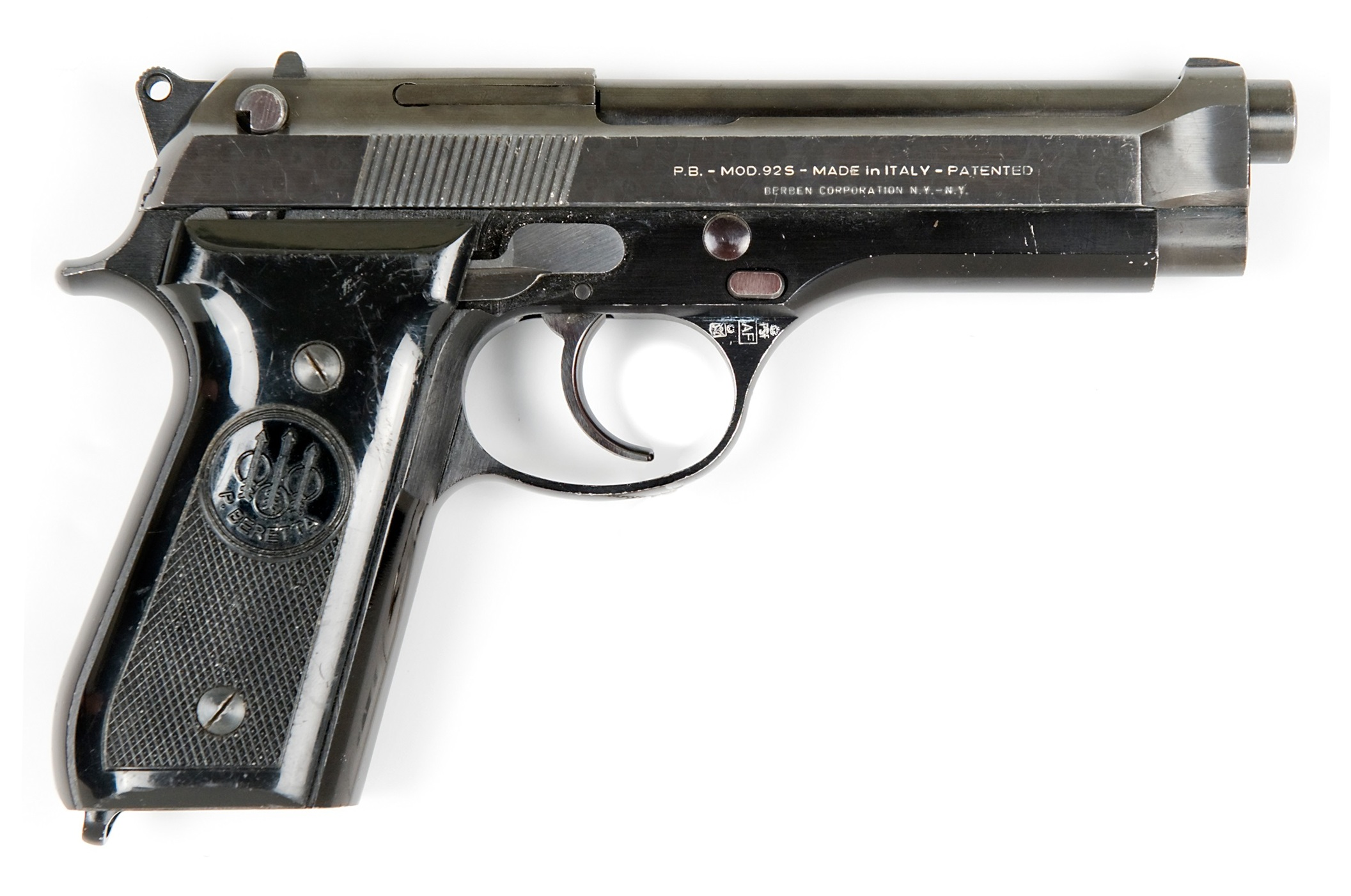
Le Beretta 92S qui est encore fabriqué est en service dans l'Armée égyptienne sous le nom d'Helwan 920.

Les modèles de la gamme 92 tirent le 9 mm Parabellum. Ceux de la gamme 96 sont chambrés en .40 S&W. Quant aux variantes 98 et 99 réservés au marché civil italien, leur calibre est le 7,65 mm Parabellum ou le 9 mm IMI. Les pistolets type Centurion/Compact sont plus courts (197 mm, soit 20 mm de moins que le modèle de référence). Les 92/96/98 Brigadier utilisent une culasse renforcée.

### Suffixes
Les nombreuses variantes du Beretta 92 sont désignées à l'aide d'un suffixe. La série S est dotée d'un levier de désarmement du marteau (decoking lever) ; ce même levier est ambidextre sur la série B. Les pistolets de la série B sont plus courts (197 mm, soit 20 mm de moins que le modèle de référence). Le pontet de la série F est modifié pour permettre le maniement à deux mains. La série G est dépourvue de sûreté et dispose seulement d'un mécanisme de désarmement. La série D fonctionne uniquement en double action; la variante DS est identique hormis l'absence de sûreté manuelle. Le suffixe M désigne la série en acier inoxydable dotée d'un chargeur plus petit.
Les variantes sous le nom de Beretta 96 et 98 utilisent les mêmes conventions de dénomination.

### Evolution

#### 92
(1976-1983)
Modèle original, produit de mai 1976 à février 1983.

#### 92S (pourSicurezza, sécurité)
(1978-1982)
La sûreté passe de la carcasse à la glissière et désarme le marteau. Produit de 1978 à 1982.
92SB (pour Sicurezza Blocco, bloc de sécurité)
(1984)
La sûreté bloque également le percuteur et devient ambidextre. Le bouton d'éjection du chargeur est déplacé, passant du bas de la poignée au bas du pontet.
Une version raccourcie avec un chargeur de 13 coups été produite de 1981 à 1991 sous le nom de 92 SB Compact

#### 93R(pourRaffica, rafale)
(1979-1993)
Version modifiée pour permettre de tirer des rafales 3 coups.

#### 92F (pourFederale, fédéral)
(1984-?)
Le pontet est carré sur l'avant et la partie avant du bas de la poignée s'arrondi. Nouveau revêtement de surface Bruniton sur la glissière censé offrir un meilleure resistance à la corrosion.
L'armée française et la Gendarmerie ont adopté une version modifiée, avec uniquement un levier de désarmement sous le nom de PAMAS G1

#### 92FS (pourScivolo, glissiere, ouSicurezza, sécurité)
(1989-aujourd'hui)
Doté d'un sécurité supplémentaire empêchant la culasse d'être éjectée vers le tireur en cas de défaillance de celle ci.
Une version avec un canon plus court existe sous la dénomination de 92FS Centurion.

#### 92D (pourDoppio, double)
(1990-1998)
Une version uniquement double action.
92A1
(2010-aujourd'hui)
Rajoute un rail picatinny et de organes de visées à queue d'aronde pour pouvoir etre remplacées. Il s'agit de la version civile du M9A1 utilisé par l'armée américaine.

#### 92X/92X Performance
(2019-aujourd'hui)
Il partage des similitudes avec le M9A3, notamment un rail Picatinny à 3 fentes, une poignée plus fine, des poignées interchangeables (Vertec ou classique), des organes de visée entièrement amovibles et une culasse universelle permettant de passer d'un mode sécurité-decocking à un mode decocking uniquement.
Existe en versions compact, centurion et full size.
Le "X" fait référence au système de détente "Xtreme-S", qui réduit le reset de la détente de 40 % et est réglable pour le pré-course (uniquement en simple action) ainsi que le dépassement de course.
Le 92X Performance est une version orientée compétition. Il reprend des caractéristiques du 92X, mais offre des améliorations spécifiques, comme une hausse ajustable, un guidon en fibre optique rouge, des rainures sur l'avant et l'arrière de la culasse, un marteau squelette, une détente de compétition, une tige-guide en acier, une queue de castor prolongée, un rainurage avant et arrière de la poignée, un bouton de déverrouillage du chargeur surdimensionné et un levier de démontage de précision. La carcasse du Performance est fabriqué en acier (au lieu d'aluminium), augmentant le poids. Contrairement au 92X standard, il utilise une sécurité montée sur la carcasse et non sur la culasse.

#### 92XI
(2023-aujourd'hui)
Simple action uniquement, doté d'une detente "Xtreme-S" à face plate et d'un chien squelette leger. Il reprend la carcasse de style Vertec et possede un guidon en fibre optique. Il est pré-équipé pour le montage d'optiques.
Il utilise une sécurité montée sur la carcasse et non sur la culasse.

#### 92GTS  (pour G Twin Sear)
(2019-aujourd'hui)
Sa sécurité montée sur la carcasse est de type G (decocking uniquement) et il utilise une detente Twin Sear 

### Tableau des variantes
(janvier 2025).
Si vous disposez d'ouvrages ou d'articles de référence ou si vous connaissez des sites web de qualité traitant du thème abordé ici, merci de compléter l'article en donnant les références utiles à sa vérifiabilité et en les liant à la section « Notes et références ».
| Désignation                          | Munition      | Longueur (mm) | Longueur du canon (mm) | Capacité (coups) | Poids (g)   |
| ------------------------------------ | ------------- | ------------- | ---------------------- | ---------------- | ----------- |
| Beretta 92                           | 9 mm Para     | 217           | 125                    | 15               | 950         |
| Beretta 92S                          | 9 mm Para     | 217           | 125                    | 15               | 970         |
| Beretta 92SB                         | 9 mm Para     | 217           | 125                    | 13, 15           | 975         |
| Beretta 92SB-F                       | 9 mm Para     | 217           | 125                    | 10, 15, 17       | 955         |
| Beretta 92F                          | 9 mm Para     | 217           | 125                    | 10, 15, 17       | 955         |
| Beretta 92FS                         | 9 mm Para     | 217           | 125                    | 10, 13, 15       | 945         |
| Beretta 92FS                         | .22 LR        | 217           | 135                    | 15               | 740         |
| Beretta 92G                          | 9 mm Para     | 217           | 125                    | 10, 15, 17       | 945         |
| Beretta 92FS Vertec                  | 9 mm Para     | 211           | 119                    | 15               | 915         |
| Beretta 92D Vertec                   | 9 mm Para     | 211           | 119                    | 10, 15, 17       | 890         |
| Beretta 92G Vertec                   | 9 mm Para     | 211           | 119                    | 10, 15, 17       | 900         |
| Beretta 92D                          | 9 mm Para     | 217           | 125                    | 15               | 960         |
| Beretta 92DS                         | 9 mm Para     | 217           | 125                    | 10, 15, 17       | 930         |
| Beretta 92G Elite                    | 9 mm Para     | 211           | 119                    | 10               | 990         |
| Beretta 92G Elite IA                 | 9 mm Para     | 211           | 119                    | 10, 15, 17       | 975         |
| Beretta 92G Elite II                 | 9 mm Para     | 211           | 119                    | 10, 15, 17       | 980         |
| Beretta 92 Stock                     | 9 mm Para     | 217           | 125                    | 15               | 1035        |
| Beretta 92CB                         | 9 mm Para     | 217           | 125                    | 10, 15, 17       | 965         |
| Beretta 92 Combat                    | 9 mm Para     | 217-242       | 125-150                | 15               | 1 035-1 135 |
| Beretta 92 Billennium                | 9 mm Para     | 217           | 125                    | 15               | 1 250       |
| Beretta 92FS Brigadier               | 9 mm Para     | 217           | 125                    | 10, 15, 17       | 945         |
| Beretta 92D Brigadier                | 9 mm Para     | 217           | 125                    | 10, 15, 17       | 975         |
| Beretta 92G-SD Special Duty          | 9 mm Para     | 217           | 125                    | 10, 15, 17       | 1 010       |
| Beretta 92FS Compact                 | 9 mm Para     | 197           | 108                    | 13               | 910         |
| Beretta 92D Compact L                | 9 mm Para     | 197           | 109                    | 10, 13           | 885         |
| Beretta 92FS Compact                 | 9 mm Para     | 197           | 109                    | 13               | 910         |
| Beretta 92FS Compact Type M          | 9 mm Para     | 197           | 109                    | 8                | 895         |
| Beretta 92SB Compact                 | 9 mm Para     | 197           | 109                    | 10, 13           | 900         |
| Beretta 92FS Centurion               | 9 mm Para     | 197           | 109                    | 10, 15, 17       | 920         |
| Beretta 92G Centurion                | 9 mm Para     | 197           | 109                    | 10, 15, 17       | 920         |
| Beretta 92A1 FS                      | 9 mm Para     | 217           | 125                    | 17               | 975         |
| Beretta 92 GTS                       | 9 mm Para     | 216           | 119                    | 18               | 145         |
| Beretta M9 92X RDO                   | 9 mm Para     | 211           | 119                    | 18               | 945         |
| Beretta M9 92X RDC Centurion         | 9 mm Para     | 197           | 108                    | 17               | 808         |
| Beretta M9 92X                       | 9 mm Para     | 211           | 119                    | 17               | 945         |
| Beretta M9 92X Compact               | 9 mm Para     | 197           | 108                    | 13               | 771         |
| Beretta M9 92X Compact Rail          | 9 mm Para     | 197           | 108                    | 13               | 770         |
| Beretta M9 92X Performance           | 9 mm Para     | 222           | 125                    | 15               | 1350        |
| Beretta M9 92X Performance Defensive | 9 mm Para     | 222           | 125                    | 15               | 1210        |
| Beretta 92XI                         | 9 mm Para     | 216           | 119                    | 18               | 944         |
| Beretta 92XI Squalo                  | 9 mm Para     | 216           | 119                    | 20               | 944         |
| Beretta 98SB                         | 7,65 mm Luger | 217           | 125                    | 15               | 980         |
| Beretta 98SB/C                       | 7,65 mm Luger | 197           | 109                    | 13               | 900         |
| Beretta 98FS                         | 9x21 IMI      | 217           | 125                    | 10, 15, 17       | 945         |
| Beretta 98G Elite II                 | 9x21 IMI      | 211           | 119                    | 15               | 980         |
| Beretta 98FS Brigadier               | 9x21 IMI      | 217           | 125                    | 10, 15, 17       | 1 000       |
| Beretta 98 Billennium                | 9x21 IMI      | 217           | 125                    | 10, 15, 17       | 1 250       |
| Beretta 96                           | .40 S&W       | 217           | 125                    | 10, 11           | 940         |
| Beretta 96D                          | .40 S&W       | 217           | 125                    | 10, 11           | 915         |
| Beretta 96DS                         | .40 S&W       | 217           | 125                    | 10, 11           | 925         |
| Beretta 96 Vertec                    | .40 S&W       | 211           | 119                    | 10, 11           | 910         |
| Beretta 96D Vertec                   | .40 S&W       | 211           | 119                    | 10, 11           | 885         |
| Beretta 96G Vertec                   | .40 S&W       | 211           | 119                    | 10, 11           | 895         |
| Beretta 96 Elite                     | .40 S&W       | 211           | 119                    | 10, 11           | 965         |
| Beretta 96G Elite IA                 | .40 S&W       | 211           | 119                    | 10, 11           | 970         |
| Beretta 96G Elite II                 | .40 S&W       | 211           | 119                    | 10, 11           | 975         |
| Beretta 96 Brigadier                 | .40 S&W       | 217           | 125                    | 10, 11           | 995         |
| Beretta 96D Brigadier                | .40 S&W       | 217           | 125                    | 10, 11           | 970         |
| Beretta 96G-SD Special Duty          | .40 S&W       | 217           | 125                    | 10, 11           | 1 005       |
| Beretta 96A1 FS                      | .40 S&W       | 217           | 125                    | 12               | 975         |
| Beretta 99                           | 7,65 mm Luger | 197           | 109                    | 8, 12            | 890         |

## Le Beretta 92 auxÉtats-Unis
Depuis 1990, le Beretta 92FS équipe officiellement la majeure partie des forces armées des États-Unis d'Amérique (sous l'appellation M9) après avoir remporté le concours de 1980 ainsi que celui de 1984 et est depuis produit par Beretta USA. Le Joint Service Small Arms Program de 1979 avait déjà préconisé le Beretta 92S1 comme arme de poing des diverses branches de l'armée américaine mais seule l'Air Force l'avait adopté. Le 92FS a été mis en service en 1990 dans l'Army (armée de terre), la Navy (la marine) et une partie du Corps des Marines (qui néanmoins utilisait toujours le 1911A1 dans une version améliorée, le MEU(SOC) Pistol) puis les 92S de l'Air Force ont été partiellement remplacés par des 92FS. Cette arme, également livrée à l'armée libanaise, a été utilisée lors de la guerre du Golfe, la guerre d'Afghanistan et la guerre d'Irak. Le standard M9A1 (Beretta 92FS muni d'un rail Picatinny et de quelques améliorations mineures) a été adopté en 2006 pour améliorer et éventuellement remplacer les précédents M9. En 2017, le SIG Sauer P320 a été choisi pour lui succéder.
Au milieu des années 1990, les modèles 92 et 96 étaient en service au sein de 1 600 services de police.

## Le Beretta 92G en France
100 000 PAMAS G1 sont produits par GIAT Industries pour la Gendarmerie nationale, qui l'adopte en 1989, puis l'armée de l'Air en 1992, l'Armée de terre et la Marine nationale en 1999 et les CRS. 97 502 armes en service dans les armées et la gendarmerie au total en 2002. La Gendarmerie nationale le réserve depuis 2007 à la formation et à certaines unités de réserve, à la suite de son remplacement par le Sig Pro 2022 en dotation. Le COS utilise aussi des PAMAS G1, libérés par la gendarmerie, dans le cadre de la FIAS.

## Variantes taïwanaises
Le pistolet T-75 est fabriqué (sous licence ?) depuis 1986 par les Arsenaux taïwanais sous la forme modifié des pistolets T-75K1 (207 mm/910 g) pour l'armée taïwanaise et T-75K1 Commando (198 mm /880 g) pour le Corps des fusiliers marins de la République de Chine.

## Autres utilisateurs militaires et policiers

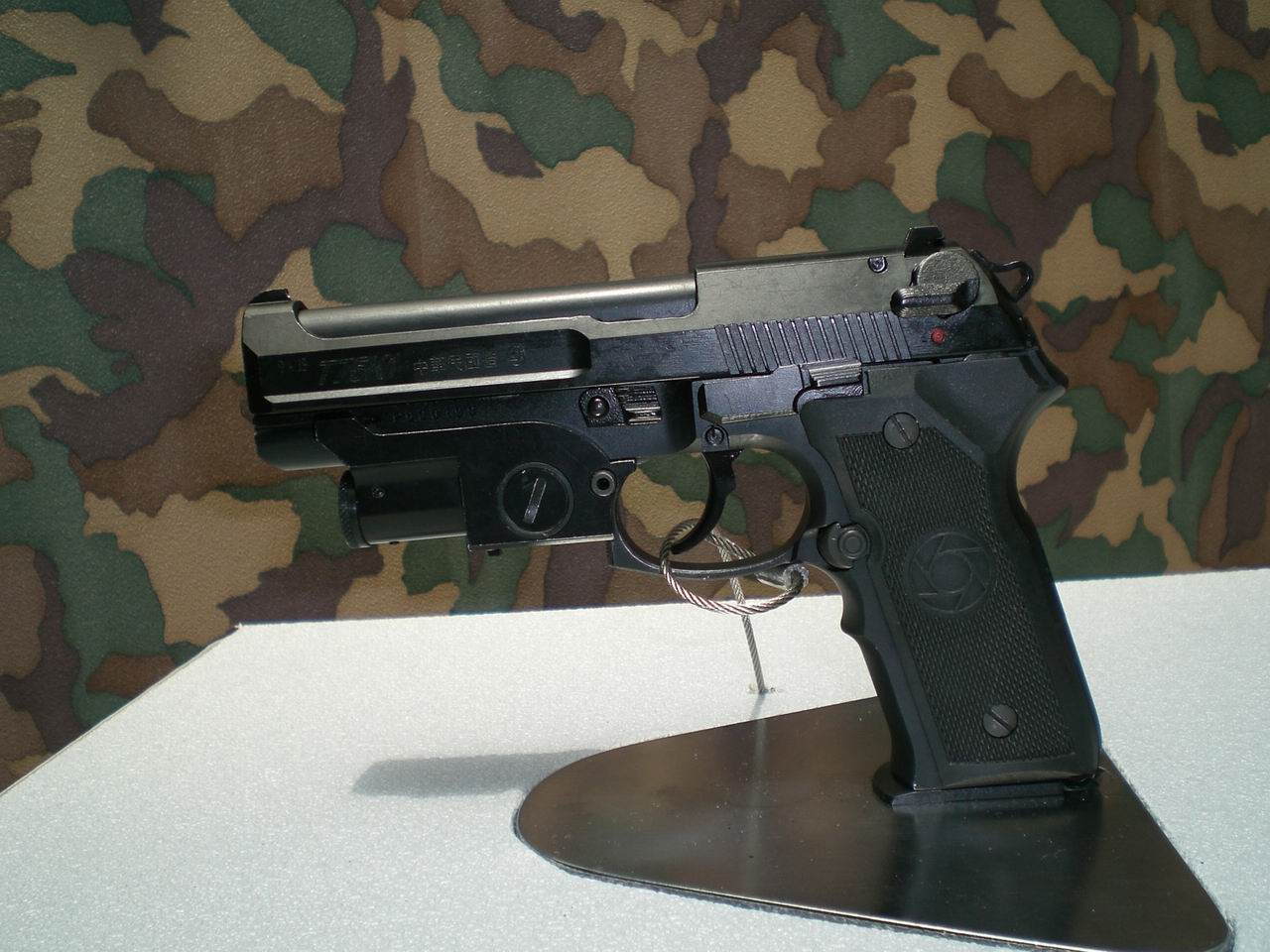
Le pistolet T-75K1 est l'arme de poing standard de Taïwan.

En incluant les versions américaines, brésiliennes, chiliennes, égyptiennes, françaises, sud-africaines, taïwanaises et turques aux productions italiennes, la famille des Beretta 92 est (ou était) en service chez les militaires et policiers des pays suivants :
- Afrique du Sud ;
- Albanie ;
- Algérie ;
- Argentine ;
- Bangladesh ;

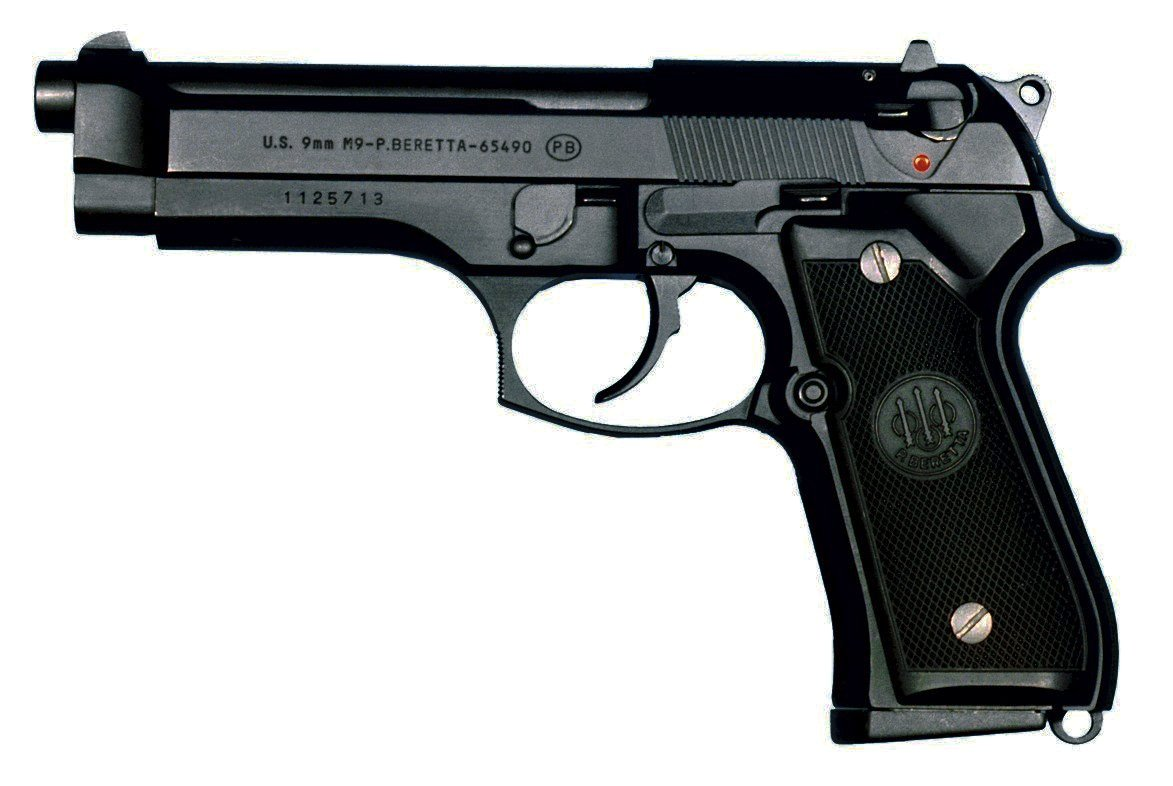
Le Beretta 92 est en 2010 l'un des pistolets les plus utilisés au monde, de par son adoption par différentes armées.

- Brésil : 40 000 pistolets M/975 en service dans les forces armées brésiliennes. Ce modèle (fabriqué par une filiale installé à Sao Paulo : Industrio et Commercio Beretta SA) donna naissance au Taurus PT-92 ;
- Chili ;
- Colombie ;
- Corée du Sud ;
- Inde ;
- Indonésie ;
- Irak : M9 fournis par les États-Unis ;
- Iran ;
- Jordanie ;
- Koweït ;
- Luxembourg ;
- Malaisie ;
- Malte ;
- Maroc ;
- Mexique ;
- Nigeria ;
- Pakistan ;
- Pérou ;
- Philippines ;
- Portugal ;
- Sénégal ;
- Slovénie ;
- Soudan ;
- Taïwan fabrication sous licence depuis 1986 sous la forme modifiée des pistolets T-75K1 pour l'Armée et la police taïwanaise. Le T-75K1 Commando est aussi produit pour le compte du Corps des fusiliers marins de la République de Chine ;
- Turquie ;
- Vatican : services de sécurité ;
- Venezuela.

## Crochet
- Les armes de poing de type 100 000 PAMAS G1

Elles sont conçues d'origine avec un crochet à
l'intérieur du canon. Un canon muni d'un crochet est signe de non-utilisation (arme vierge), celui-ci sera éjecté du canon au premier coup de feu.
- Martin J. Dougherty, Armes à feu : encyclopédie visuelle, Elcy éditions, 304 p. (ISBN 9782753205215), p. 100.